# Montgomery County, Kentucky
Montgomery County är ett administrativt område i delstaten Kentucky, USA, med 26 499 invånare. Den administrativa huvudorten (county seat) är Mount Sterling. 
Montgomery County är ett "moist county" vilket innebär att försäljning av alkohol förbjudet, med undantag för staden Mount Sterling.

## Historia
År 1796 blev Montgomery County det 22:a countyt i Kentucky. Området tillhörde tidigare Clark County och sträckte sig till en början ända till delstatsgränsen mot Virginia. Bara några år senare formades flera andra countys i det forna Montgomery County. Numera är Montgomery County ett av de minsta av Kentuckys 120 countyn.
Montgomery County är uppkallat efter Richard Montgomery.  Montgomery föddes 1738 på Irland. Han deltog i det fransk-indianska kriget för den brittiska armén, 1772 emigrerade han till USA. Under amerikanska frihetskriget tjänstgjorde han som general i den kontinentala armén.

## Geografi
Enligt United States Census Bureau så har countyt en total area på 515 km². 514 km² av den arean är land och 1 km² är vatten. 

### Angränsande countyn
- Bourbon County - nordväst
- Bath County - nordost
- Menifee County - sydost
- Powell County - söder
- Clark County - väst